# Panja
Die Panja war ein Volumen- und Getreidemaß in Mosambik und galt als Zollmaß. Das Maß war der kleine Sack. Es fand Verwendung für Getreide, Reis und Sämereien und galt ab 1860.
- 1 Panja = 26,4 Liter

Im 18. Jahrhundert galt in Sofala
- 1 Panja = 8 Konja/Conja = 5,520 Liter[1]
  - 1 Konja = 690 Milliliter
- portugiesisches Volumenmaß: 12 Alqueires = 32 Panjas[2]
- portugiesisches Volumenmaß: 25 Panjas = 10 Alqueires